# Администрация Ненецкого автономного округа
Администра́ция Не́нецкого автоно́много округа (нен. Ненэцие" автономной округ’ Администрация) — высший, постоянно действующий орган исполнительной власти Ненецкого автономного округа.

## История
Администрация НАО — правопреемник Ненецкого окружного исполнительного комитета Совета народных депутатов (Ненецкого окрисполкома). Ненецкий окрисполком образован 15 января 1930 года.

## Деятельность
Администрацию Ненецкого автономного округа возглавляет Губернатор (Глава администрации Ненецкого автономного округа), который избирается населением округа сроком на 5 лет. Администрация Ненецкого автономного округа обязана вести свою деятельность в соответствии с Конституцией РФ, федеральными законами, Уставом и законами округа, указами Президента и постановлениями Правительства РФ.

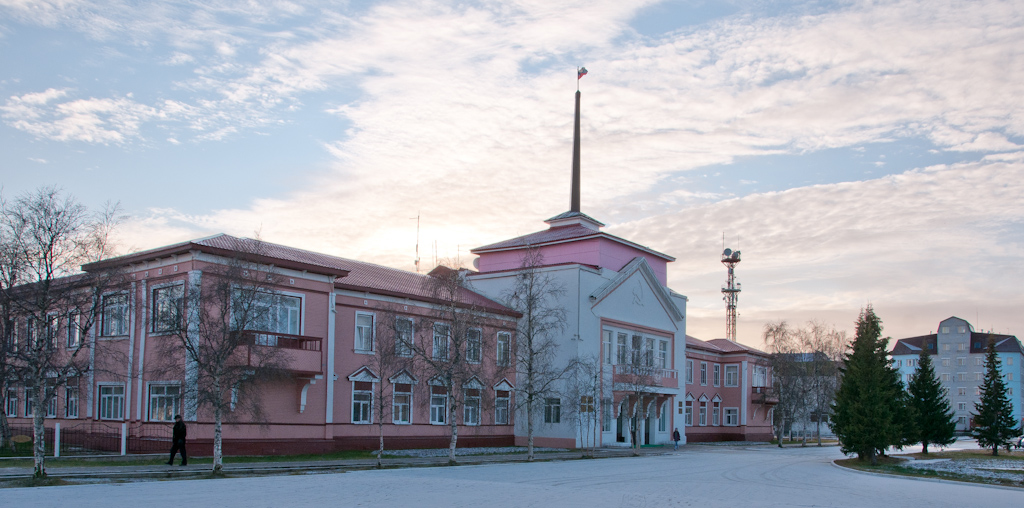
Штаб-квартира — здание администрации Ненецкого автономного округа в Нарьян-Маре, улица Смидовича, 20.

## Состав и полномочия
Состав Администрации Ненецкого автономного округа формирует Губернатор Ненецкого автономного округа. Администрация НАО финансируется за счёт бюджета Ненецкого автономного округа.
Администрация НАО состоит из различных структурных подразделений (департаментов, управлений, комитетов, отделов и т. д.).
В полномочия Администрации НАО входят разработка и осуществление мер по обеспечению комплексного социально-экономического развития Ненецкого автономного округа, участие в проведении единой государственной политики в областях финансов, науки, образования, здравоохранения, социального обеспечения и экологии.
C 1 января 2008 года исполнение двадцати восьми государственных полномочий на территории НАО начало осуществлять правительством Архангельской области, однако за период с 2009 по 2014 год большая часть этих полномочий, перешла под юрисдикцию Администрации НАО.

## Структура
С 1 января 2015 года количество органов исполнительной власти было сокращено с 21 до 13.
По состоянию на 1 октября 2015 года структура администрации Ненецкого автономного округа включала в себя 13 органов исполнительной власти — собственно Администрацию НАО, семь департаментов, три управления, две инспекции и один комитет:
- административный департамент[6];
- департамент природных ресурсов, экологии и агропромышленного комплекса[7];
- департамент образования, культуры и спорта[8];
- департамент строительства, ЖКХ, энергетики и транспорта[9];
- департамент региональной политики<[10];
- департамент финансов и экономики[11];
- департамент здравоохранения, труда и соцзащиты[12];
- управление государственного заказа;
- управление по государственному регулированию цен (тарифов);
- управление имущественных и земельных отношений НАО[11];
- государственная инспекция строительного и жилищного надзора;
- государственная инспекция по ветеринарии;
- комитет гражданской обороны[13].

В структуру каждого из департаментов могут входить управления, комитеты и инспекции.

## Взаимодействие с законодательной властью
Администрация Ненецкого автономного округа взаимодействует с высшим законодательным органом округа — Собранием депутатов НАО на основе принципа разделения власти, а также взаимного уважения и доверия. Урегулирование спорных вопросов с Собранием депутатов НАО производится путём проведения согласительных процедур.

## Представитель в Совете Федерации (сенатор)
- Денис Владимирович Гусев — дата наделения полномочиями: 14 сентября 2020 года.
- Ольга Валентиновна Старостина — дата наделения полномочиями: 1 октября 2018 года, полномочия прекращены 13 сентября 2020 года.
- Валентина Сергеевна Зганич — дата наделения полномочиями: 20 апреля 2017 года, полномочия прекращены в сентябре 2019 года.
- Тюльпанов Вадим Альбертович— полномочия признаны 20 сентября 2014 года, подтверждены 1 октября 2014 года, срок полномочий до сентября 2019 года. Полномочия прекращены досрочно в связи со скоропостижной кончиной 4 апреля 2017 года.
- Бирюков Юрий Станиславович — полномочия признаны 22 декабря 2006 года, подтверждены 22 апреля 2009 года, прекращены в сентябре 2014 года.
- Сабадаш Александр Витальевич — полномочия признаны 25 июня 2003 года, прекращены досрочно 26 мая 2006 года, в должности оставался до 27 июня 2006 года.
- Волков Юрий Николаевич — полномочия признаны 31 января 2002 года, прекращены досрочно с 26 сентября 2002 года.
- Бутов Владимир Яковлевич, глава администрации Ненецкого автономного округа — полномочия признаны 25 декабря 1996 года, прекращены с 1 января 2002 года.
- Хабаров Владимир Викторович, глава администрации Ненецкого автономного округа — полномочия признаны 10 апреля 1996 года, прекращены 25 декабря 1996 года.
- Комаровский Юрий Владимирович, глава администрации Ненецкого автономного округа, полномочия признаны 12 декабря 1993 года, прекращены с 19 марта 1996 года.